# Dubrovka (Oblast' di Brjansk)
Dubrovka è una cittadina della Russia europea occidentale, situata nella oblast' di Brjansk. È dipendente amministrativamente dal rajon Dubrovskij, del quale è capoluogo amministrativo.
Sorge nella parte centro-orientale della oblast', 81 chilometri a nordovest di Brjansk, sulla linea ferroviaria che collega Brjansk con Roslavl' e Smolensk.